# تشارلز سي. بي. آرندت
كان تشارلز سي بي آرندت (11 فبراير 1842 حتى 31 أكتوبر 1811) مشرع أمريكي يميني من ولاية بنسلفانيا وإقليم ويسكونسن.

## سيرة شخصية
ولد في ويلكس بار بولاية بنسلفانيا، وجاء مع والديه إلى غرين باي بإقليم ميشيغان. لقد تخرج من كلية روتجرز ودرس القانون في إيستون بولاية بنسلفانيا وتم قبوله في نقابة المحامين. في عام 1836، عاد آرندت إلى غرين باي وتم قبوله في نقابة المحامين في إقليم ميشيغان. تم انتخابه لعضوية مجلس ولاية ويسكونسن من غرين باي. وفي 11 فبراير 1842، وبعد نقاش ساخن مع جيمس راسل فاينيارد، قُتل آرندت في قاعة المجلس. حوكم فاينيارد فيما بعد بتهمة القتل وتمت تبرئته على حق الدفاع عن النفس.

## الميراث
في عام 1842، كتب المؤلف البريطاني تشارلز ديكنز عن المأساة في كتابه الملاحظات الأمريكية.

## روابط خارجية
- تشارلز سي. بي. آرندت على موقع فايند أغريف